# کره موچی
کره موچی، روستایی از توابع بخش مرکزی شهرستان لامرد در استان فارس ایران است.

## جمعیت
این روستا در دهستان سیگار قرار دارد و بر اساس سرشماری مرکز آمار ایران در سال ۱۳۸۹، جمعیت آن ۱۰۰۵ نفر (۲۴۷ خانوار) بوده‌است.
منابع«نتایج سرشماری عمومی نفوس و مسکن ۱۳۸۹». درگاه ملی آمار ایران. بایگانی‌شده از اصلی در ۱ ژانویه ۲۰۱۳. دریافت‌شده در ۱ ژانویه ۲۰۱۳.